# Formação Fruitland
A Formação Fruitland é uma formação geológica encontrada na Bacia de San Juan, nos estados do Novo México e Colorado, nos Estados Unidos. Contém fósseis que datam da era Campânia do final do Cretáceo.
A Formação Fruitland compartilha seu nome com Fruitland, Novo México. Essa cidade fica no que era a costa oeste do Mar Interior Ocidental.